# Valle Vitulanese
La Valle Vitulanese è una valle dell'Appennino campano situata nella parte sud-occidentale della provincia di Benevento. Il suo territorio ha una superficie di circa 145 km² ed è suddiviso amministrativamente in sette comuni, con una popolazione di circa 16 000 unità. È prevalentemente collinare, ed è attraversata dai torrenti Jenga e Jerino, che dopo essersi riuniti tra di loro confluiscono nel Calore.

## Geografia
È contornata dal massiccio del Taburno Camposauro: a nord vi sono le cime dal Monte Caruso ad est fino al Pizzo del Piano a ovest, a sud, in maniera quasi speculare rispetto alla piana di Prata, il massiccio prosegue dal monte Cardito a ovest fino al Taburno stesso a sud, adiacente al monte Mauro, da cui verso nord la costa di Castelpoto chiude la parte sudorientale con altitudini minori.
La valle è solcata da due torrenti principali, lo Jenga e lo Jerino, a cui si aggiungono quelli minori, localmente chiamati valloni. È costituita da una zona pianeggiante in cui sorge Cacciano, frazione di Cautano, e da una serie di colline, dove sorge la gran parte dei paesi, che degradano poi fino alla contrada Scafa di Benevento. Qui iniziano da un lato la valle beneventana, con la contrada Pantano, e dall'altro la Valle Telesina, che vengono spesso considerate un'unica "valle del Calore".

## Storia
In epoca borbonica la zona era parte amministrativa del Principato Ultra, nel distretto di Avellino, come circondario di Vitulano Stato, insieme con il comune di Paupisi, geograficamente affacciato sulla valle Telesina ma storicamente legato a quella Vitulanese. Il circondario era formato dai vari villaggi, amministrativamente non divisi, che avevano storicamente costituito l'universitas. Con l'unità d'Italia e la costituzione della provincia di Benevento, il circondario ne entrò a far parte come mandamento VII di Vitulano e si operò la suddivisione amministrativa dei territori comunali.

## Demografia

### Centri abitati e popolazione
I comuni della valle ordinati per popolazione:
|    | Stemma | Comune                    | Popolazione | Superficie (km²) | Densità (ab./km²) | Altitudine (m s.l.m.) |
| -- | ------ | ------------------------- | ----------- | ---------------- | ----------------- | --------------------- |
| 1° |        | Torrecuso                 | 3 395       | 29,16            | 116,43            | 420                   |
| 2° |        | Foglianise                | 3 336       | 11,77            | 283,43            | 350                   |
| 3° |        | Vitulano                  | 2 920       | 35,99            | 81,13             | 430                   |
| 4° |        | Cautano                   | 2 050       | 19,72            | 103,96            | 385                   |
| 5° |        | Campoli del Monte Taburno | 1 580       | 9,8              | 161,22            | 439                   |
| 6° |        | Tocco Caudio              | 1 534       | 27,49            | 55,80             | 500                   |
| 7° |        | Castelpoto                | 1 225       | 11,78            | 103,99            | 293                   |
| -  |        | Totale valle              | 16 040      | 145,71           | 110,08            | 402                   |

### Evoluzione demografica
Somma degli abitanti dei comuni di Vitulano, Foglianise, Torrecuso, Cautano, Campoli del Monte Taburno, Tocco Caudio e Castelpoto

### Etnie e minoranze straniere
Al 31 dicembre 2014 risultano esserci 215 cittadini stranieri residenti nei vari comuni della valle, pari all'1,33 % della popolazione. I gruppi più rilevanti sono:
1. Romania: 102 (0,64 %)
2. Niger: 41 (0,16 %)
3. Bangladesh: 38 (0,24 %)
4. Ucraina: 28 (0,18 %)